# Молюскоїдність
Молюскоїдність (або малакофагія, від μαλακός — «молюски», -φαγία — «-їдність») — спеціалізація тварин на харчуванні молюсками, такими як черевоногі, двостулкові, плеченогі та головоногі. До відомих молюскоїдів належать численні хижі (і часто канібальні) молюски (наприклад, восьминоги, мурекси, Rumina decollata та Urosalpinx cinerea), членистоногі, такі як краби та личинки світляків, а також хребетні, такі як риби, птахи й ссавці. Молюскоїдність здійснюється різними способами, причому деякі тварини добре пристосовані до цього. Подібна поведінка, дурофагія, описує годування тварин, які споживають організми з твердим панциром або екзоскелетом, такі як корали, молюски з панциром або краби.

## У морських ссавців
Кити: кашалот, гринда, дзьоборил, Grampus та види з родів Mesoplodon, Hyperoodon і надродини Physeteroidea класифікуються як молюскоїдні, які харчуються переважно кальмарами.
Ластоногі: морський слон, тюлень Росса й Arctocephalus australis належать до молюскоїдних. Морж харчується двостулковими молюсками, випасаючись уздовж морського дна, шукаючи та ідентифікуючи здобич своїми чутливими вібрисами. Морж висмоктує м'ясо, використовуючи потужні губи й швидко втягуючи поршневий язик у рот, створюючи вакуум. Піднебіння моржа має унікальний склепінчастий вигляд, що забезпечує ефективне смоктання.

## У риб
Чорний амур (Mylopharyngodon piceus) зазвичай живиться, розчавлюючи великих молюсків глотковими зубами, витягуючи м'які тканини та випльовуючи уламки черепашки. Чотирирічна молодь здатна споживати приблизно 1–2 кг молюсків на добу. Цього донного молюскоїда навмисно імпортували до Сполучених Штатів на початку 1970-х років для використання як харчової риби, а також як засобу біологічного контролю равликів — проміжного хазяїна паразита трематоди в рибі, яку вирощують на рибних фермах. Дві цихліди, які харчуються равликами, Trematocranus placodon і Maravichromis anaphyrmis, були випробувані як агенти біологічного контролю над шистосомами в рибних ставках в Африці. Сонячна риба (Lepomis micropholus) і синьожабра (Lepomis macrochirus) використовувалися для боротьби з мідіями квагга (Dreissena bugensis) у нижній течії річки Колорадо в США.

## У плазунів
Варан Грея (або «бутан») добре відомий своєю дієтою, яка складається переважно зі стиглих фруктів; однак деяку частину здобичі також становлять равлики. Варани, як правило, є м'ясоїдними тваринами, що робить варан Грея певним винятком серед родини варанідів.
Доісторичні плакодонтові рептилії — це вимерлий таксон морських тварин, які зовні нагадували ящірок і черепах, більшість зубів яких складалися з кілоподібних різців і величезних моляроподібних зубів, що дозволяло їм полювати на молюсків і плеченогих, відриваючи здобич із субстрату і подрібнюючи оболонки.

## У безхребетних
Конусні равлики (Conidae). Деякі конусні равлики полюють і їдять інші види равликів, тоді як інші їдять інших конусних равликів. Conus marmoreus і Conus omaria здатні вбивати та ковтати здобич, яка більша за них самих; деякі види Conus можуть ковтати здобич, яка важить до половини їх власної ваги. Тіла равликів прикріплені до раковини за допомогою колумелярного м’яза, який утримує колумелу, вісь равлика. Цей м’яз також дозволяє равлику втягнутися назад у свою мушлю. Якщо цей м'яз зламати, равлик втрачає раковину і гине. Цей м'яз важко від'єднати у живого равлика або навіть у мертвого. Вважається, що конотоксини в отруті шишкоподібних равликів здатні повністю розслабити цей м’яз, щоб тіло можна було витягнути з панцира. Равлик-конус використовує свою ногу, щоб утримувати раковину своєї жертви. За допомогою сильного, рівномірного тягнучого руху можна виштовхнути тіло равлика, а потім проковтнути його цілком. Повне перетравлення равлика може зайняти багато годин і навіть днів.
Морські зірки: примітивні морські зірки, такі як Astropecten і Luidia, заковтують свою здобич цілком і починають перетравлювати її у своєму серцевому шлунку. Клапани оболонки та інші неїстівні матеріали викидаються через рот. Напівперетравлена рідина потрапляє в пілоричні шлунки та сліпу кишку, де травлення продовжується та відбувається всмоктування. У більш розвинених видів морських зірок серцевий шлунок може бути вивернутий від тіла організму, щоб поглинати та перетравлювати їжу. Коли жертвою є молюск, морська зірка тягне за трубчасті ніжки, щоб злегка розділити два клапани, і вставляє невелику частину свого шлунка, який виділяє ферменти для перетравлення здобичі. Шлунок і частково перетравлена здобич пізніше втягуються в диск. Тут їжа передається в пілоричний відділ шлунка, який завжди залишається всередині диска.
Краби: прісноводні краби Syntripsa matannensis і Syntripsa flavichela належать до молюскоїдних. Використовуючи свої масивні та потужні клешні, дорослі флоридські кам'яні краби (Menippe mercenaria) також є молюскоїдами.

## Галерея

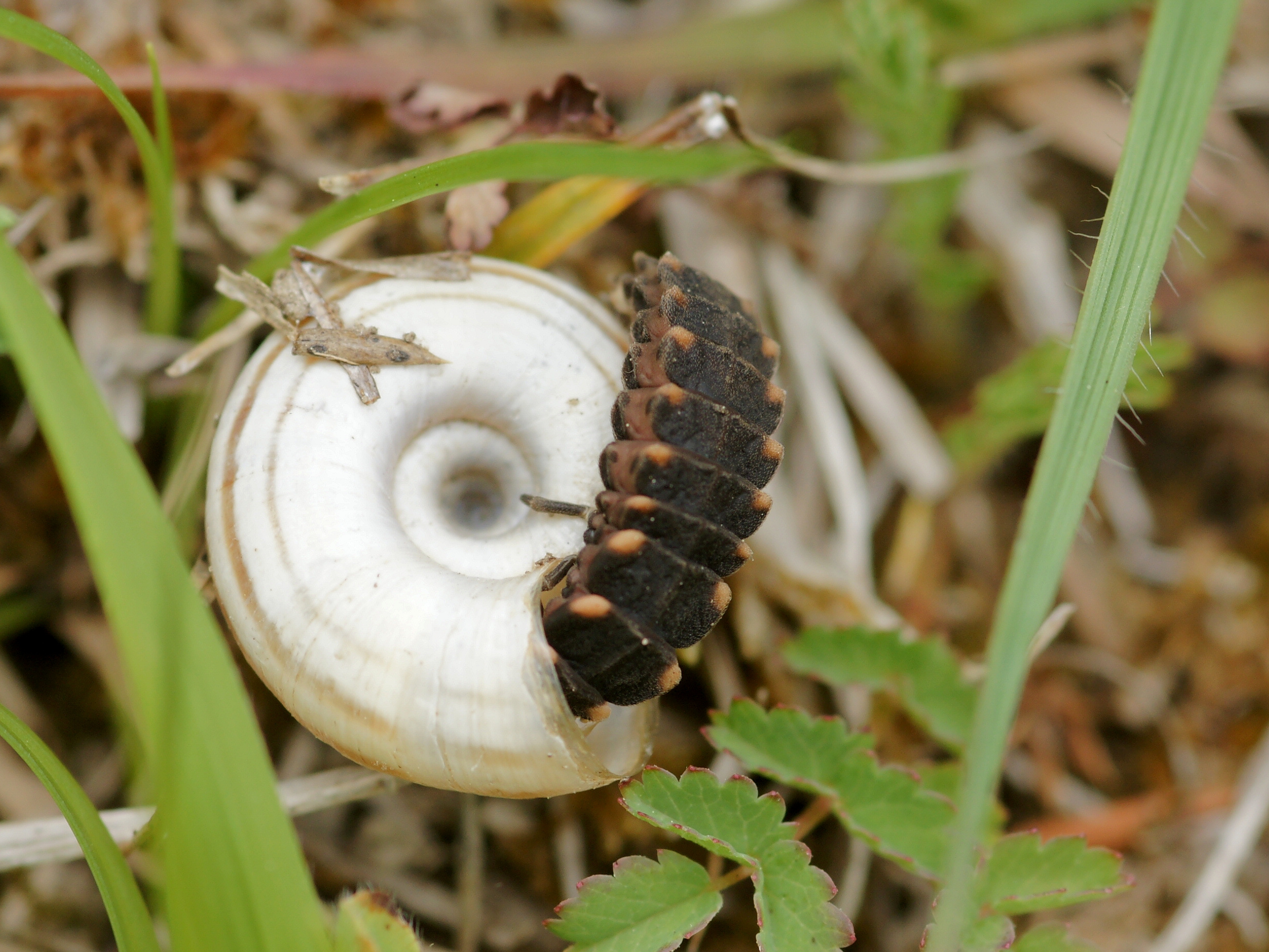
Звичайна личинка світлячка, яка полює на равликів
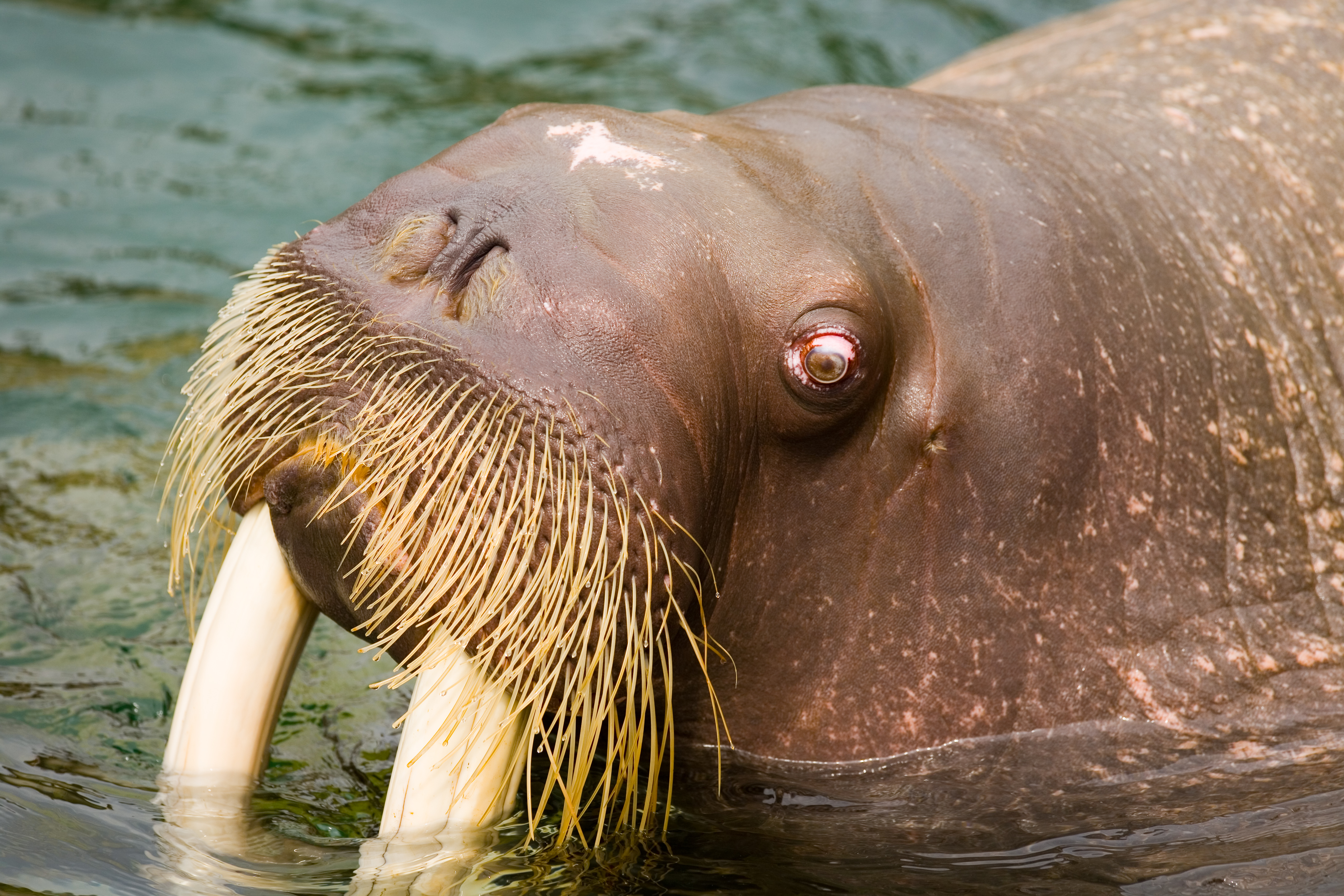
Морж — водний молюскоїдний
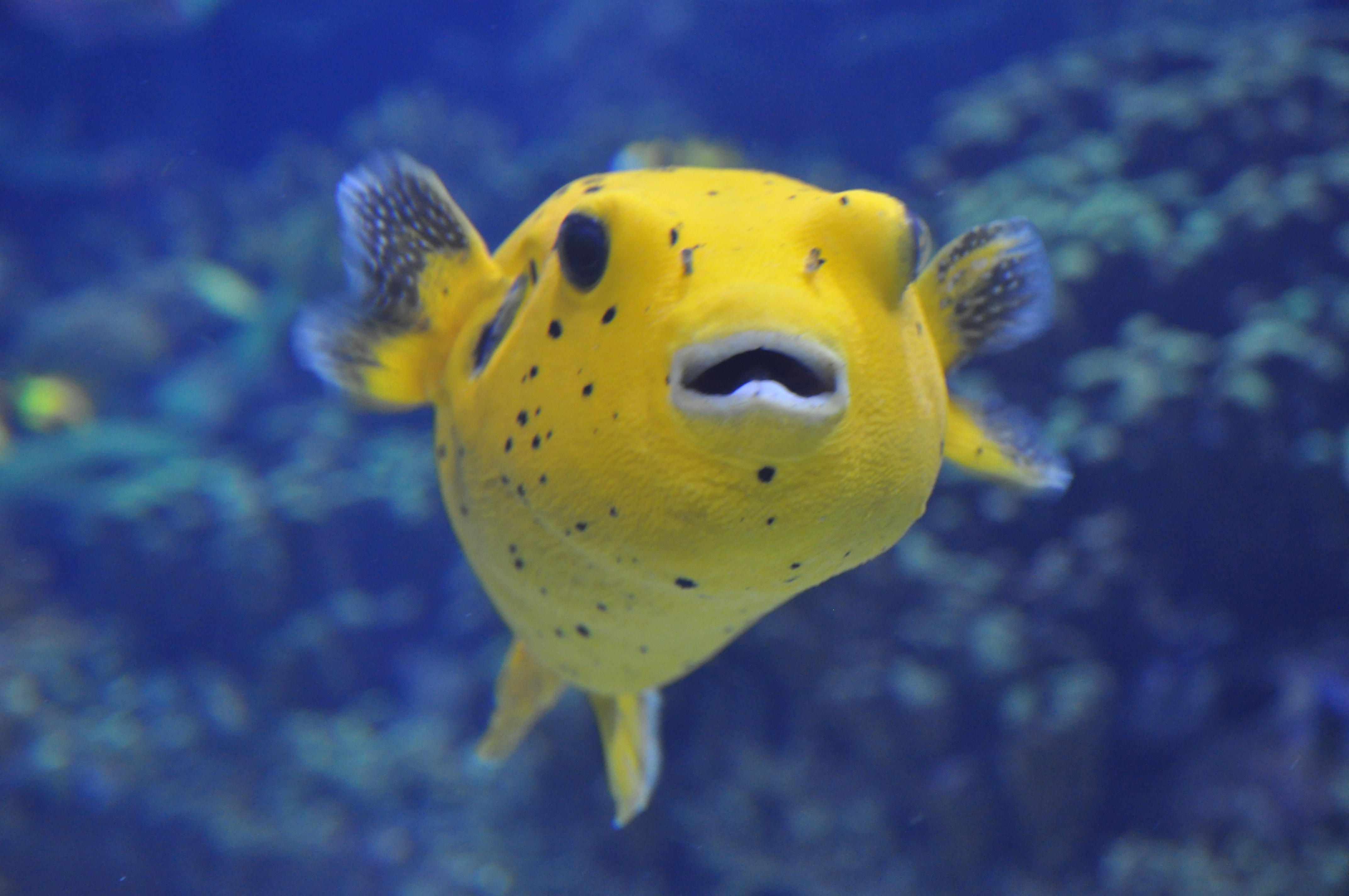
Плямиста риба-фугу — молюскоїдна тварина
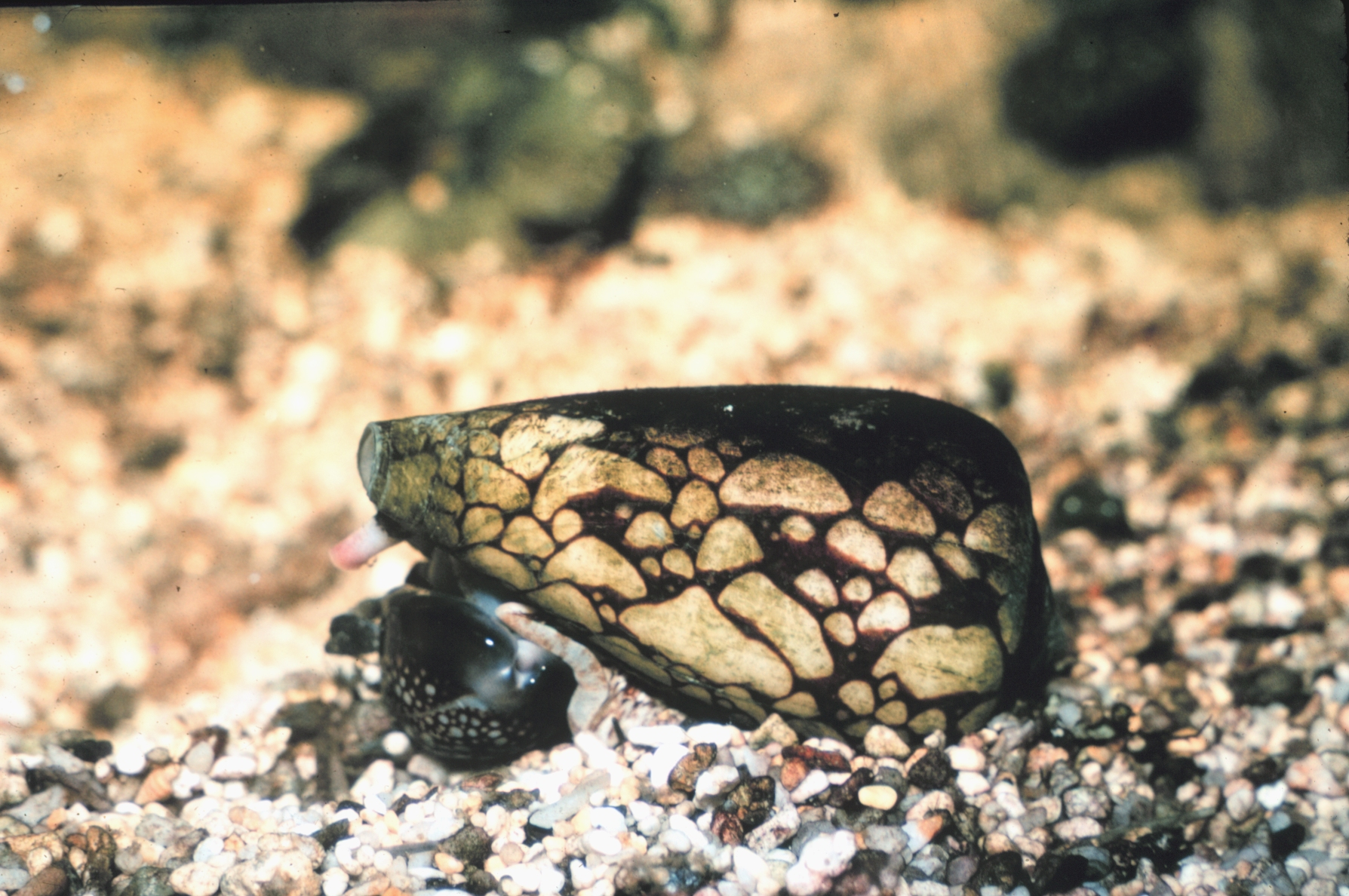
Конусний равлик живиться каурою